# Præstekraver
Præstekraverne (Charadrius) er en fugleslægt i familien brokfugle. Slægten har 3 medlemmer der yngler i Danmark, nemlig stor, lille og hvidbrystet præstekrave. I øvrigt er mongolsk præstekrave og ørkenpræstekrave hver truffet et par gange
.
Præstekraver er små, kortnæbbede vadefugle med hvid underside. Deres navn bærer de pga den hvide ring om halsen, der minder om de danske præsters hvide pibekrave.

## Arter
Der er i alt beskrevet ca. 30 arter af præstekraver. De findes på alle kontinenter, bortset fra Antarktis
.
- Charadrius obscurus (Newzealandsk præstekrave)
- Charadrius hiaticula (Stor præstekrave)
- Charadrius semipalmatus (Amerikansk præstekrave)
- Charadrius placidus (Langnæbbet præstekrave)
- Charadrius dubius (Lille præstekrave)
- Charadrius wilsonia (Tyknæbbet præstekrave)
- Charadrius vociferus (Kildire)
- Charadrius thoracicus (Madagaskarpræstekrave)
- Charadrius sanctaehelenae (Skt. Helena-præstekrave)
- Charadrius pecuarius (Kittlitz præstekrave)
- Charadrius tricollaris (Trebåndet præstekrave)
- Charadrius forbesi (Forbes' præstekrave)
- Charadrius melodus (Kortnæbbet præstekrave)
- Charadrius pallidus (Rustbåndet præstekrave)
- Charadrius alexandrinus (Hvidbrystet præstekrave)
- Charadrius marginatus (Sandpræstekrave)
- Charadrius ruficapillus (Rødisset præstekrave)
- Charadrius peronii (Malajpræstekrave)
- Charadrius javanicus (Javapræstekrave)
- Charadrius collaris (Sydamerikansk præstekrave)
- Charadrius bicinctus (Dobbeltbåndet præstekrave)
- Charadrius alticola (Punapræstekrave)
- Charadrius falklandicus (Patagonsk præstekrave)
- Charadrius mongolus (Mongolsk præstekrave)
- Charadrius leschenaultii (Ørkenpræstekrave)
- Charadrius asiaticus (Kaspisk præstekrave)
- Charadrius veredus (Gobipræstekrave)
- Charadrius montanus (Præriepræstekrave)
- Charadrius modestus (Rødbrystet præstekrave)
- Charadrius rubricollis (Hættepræstekrave)

Pomeransfuglen (Eudromias morinellus) klassificeres af nogle som Charadrius morinellus
.